# Mario Gaviria Labarta
Mario Gaviria Labarta (Cortes de Navarra, 14 d'abril de 1938 - Saragossa, 7 d'abril de 2018) fou un sociòleg i urbanista ecologista basc.

## Biografia
Nascut el 14 d'abril de 1938 al municipi més meridional de Navarra, es formà a la Universitat de Saragossa on estudià Dret i a Anglaterra i França on cursà estudis d'Economia i Sociologia. A França es convertí en alumne de Henri Lefebvre, les primeres obres del qual va traduir al castellà. A les dècades de 1960 i 1970 introduí a l'Estat espanyol les més avançades tendències en Sociologia rural i urbana, de l'oci i del turisme; i després de diverses estades a Califòrnia, inicià la construcció d'un pensament sociològic alternatiu en el qual es fonien molts de les propostes de Lefebvre, amb l'ambientalisme estatunidenc, i una tradició hispànica que podria personalitzar-se molt particularment en l'obra de Joaquín Costa. Contribuí a la construcció del pensament polític ecologista així com al seu moviment. Actuà contra la instal·lació d'una central nuclear al Parc Regional de Cap Cope i Puntes de Calnegre (Regió de Múrcia), coordinant el moviment als inicis de l'oposició nuclear espanyola. Treballà sobre el planejament urbanístic espanyol de les dues últimes dècades del segle xx. Mestre de diverses generacions de sociòlegs urbans, rurals, de l'oci i ambientals a Espanya, un dels pocs sociòlegs que reconegué explícitament la notable influència de Gaviria en la seva obra fou Artemio Baigorri.
Des de 1985 treballà com a professor de l'Escola Universitària de Treball Social de Navarra, i des de 1992 de la Universitat Pública de Navarra, en temes de benestar social i exclusió. Durant aquests anys col·laborà en el desenvolupament dels programes de renda mínima d'inserció a Madrid i Aragó, i en el desenvolupament de projectes innovadors d'intervenció social, en camps com la prevenció de la sida, la inserció social i laboral i la integració social del poble gitano.

## Premis i reconeixements
- Premi Nacional de Medi Ambient de 2005, per la seva contribució a la conservació dels recursos naturals i el seu important paper en la introducció del pensament ecològic a Espanya.
- Premi Societat i Valors Humans de 2006, atorgat pel Col·legi de Sociòlegs/ues i Politòlegs/ues de Navarra.
- Premi Zahorí de 2008[3]
- Creu de Carles III El Noble de Navarra de 2016[4]